# سابقه مصور زیارتگاه سووا
سابقه مصور زیارتگاه سووا (به ژاپنی: 諏方大明神画詞 Suwa Daimyōjin Ekotoba)، مجموعه دوازده جلدی (در ابتدا ده) از اماکیمونو یا دست‌نوشته‌های نقاشی شده بود که در دوره آنیون در سال ۱۳۵۶ در طول دوره دوره نانبوکوچو تکمیل شد. در اصل توصیف و به تصویر کشیدن افسانه‌های مربوط به زیارتگاه بزرگ سووا در ولایت شینانو (استان امروزی استان ناگانو) و خدای آن و همچنین جشن‌های مذهبی مختلف آن که در طول دوره در قرون وسطی، طومارهای اصلی حاوی تصاویر در نهایت گم شدند و تنها متن در دست نوشته‌های مختلف حفظ شده است.